# Maitland City
Koordinaten: 32° 42′ S, 151° 35′ O

Die City of Maitland ist ein lokales Verwaltungsgebiet (LGA) im australischen Bundesstaat New South Wales. Das Gebiet ist 391,5 km² groß und hat etwa 90.000 Einwohner.
Maitland liegt im Osten des Staates im Hunter Valley etwa 170 km nördlich der Metropole Sydney. Das Gebiet umfasst 50 Ortsteile und Ortschaften: Aberglasslyn, Anambah, Ashtonfield, Berry Park, Bolwarra, Bolwarra Heights, Chisholm, Duckenfield, Farley, Gillieston Heights, Gosforth, Harpers Hill, Hillsborough, Horseshoe Bend, Largs, Lorn, Louth Park, Luskintyre, Maitland, East Maitland, South Maitland, Maitland Vale, Melville, Metford, Millers Forest, Mindaribba, Morpeth, Mount Dee, Oakhampton, Oakhampton Heights, Oswald, Phoenix Park, Pitnacree, Raworth, Rosebrook, Rutherford, Telarah, Tenambit, Thornton, Windella, Windermere, Woodberry und Teile von Allandale, Bishops Bridge, Cliftleigh, Greta, Lambs Valley, Lochinvar, Tocal und Woodville. Der Sitz des City Councils befindet sich in der Stadt Maitland, die etwa 89.000 Einwohner hat.

## Verwaltung
Der Maitland City Council hat 13 Mitglieder, die von den Bewohnern der LGA gewählt werden. Je drei Mitglieder kommen aus den vier Wards East, West, North und Central, der Vorsitzende und Mayor (Bürgermeister) wird zusätzlich von allen Bewohnern der LGA gewählt. Die vier Wahlbezirke sind unabhängig von den Ortschaften festgelegt.